# Lakmusz

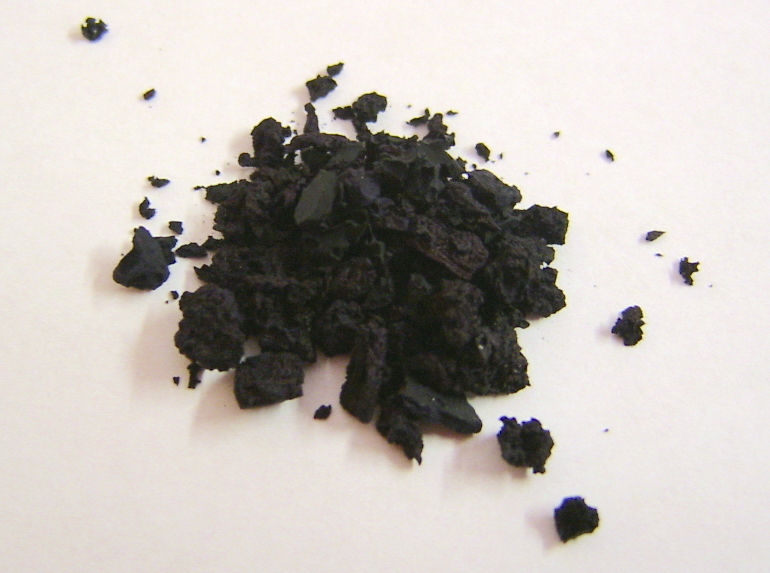
Lakmuszpor

A lakmusz (eredeti nevén lacca musci) összetett növényi festék, amelyet hagyományosan sav-bázis indikátorként használnak. Savas oldatban vörös színű (4,5-es pH alatt), lúgosban pedig kék színű (8,3-es pH fölött). Az átmeneti tartományban – azaz megközelítően semleges kémhatás esetén – lila. Vizes oldatként, vagy papírcsíkba felitatva (ez az ún. lakmuszpapír) alkalmazzák.
A lakmusz név a holland lakmoes szóból származik (lak = lecsepegtet, moes = pép), ami arra utal, hogy az előállításkor az őrölt zuzmóból álló pépnek lecsöpögtették a levét. Német közvetítéssel került a magyar nyelvbe.

## Előállítása
Különféle zuzmókból gyártják (Rocella, Lecanora és Variolaria fajok). A zuzmókat megőrlik, azután kálium-karbonáttal és ammónium-karbonáttal együtt néhány hétig állni hagyják. Ilyenkor erjedés következik be, ennek során a tömeg sötétkék színűvé válik. Az így előállított pépet kréta- és gipszporral tésztaszerű tömeggé gyúrják, melyből apró lakmuszkockácskákat formálva, azokat árnyékos helyen megszárítják. A lakmusz körülbelül 2–3 mm élhosszú sötétkék kockákból áll; vízzel leöntve sötétkék oldat keletkezik, melyből a nem oldódó gipsz és kréta leülepedik. 

## Működése
A lakmusz tulajdonképpeni festőanyaga a lakmuszsav, mely szabadon előállítva sárgásvörös, sói azonban sötétkék színűek. A lakmuszban e sav alkáli sói, különösen káliumsója található. A kék lakmusz, a lakmuszsav sója sav hatására megvörösödik, mert vörös lakmuszsav keletkezik; a vörös lakmuszsav-oldatból pedig lúg hatására lakmuszsavas só keletkezik, emiatt megkékül. A lakmuszból készült lakmusztinktúra és az ezzel festett papír, a lakmuszpapír emiatt alkalmas a kémiában sav-bázis indikátornak.

## Egyéb felhasználások
Az elektronikai iparban garanciális javításoknál használják, ugyanis a lakmusz kimutatja, ha a készüléket vízkárosodás érte. Régebben használták textilfestésre is, de éppen a kémhatástól függően változó színe miatt az ilyen célú alkalmazása mára megszűnt. 